# درو روي
درو روي (بالإنجليزية: Drew Roy)‏ هو ممثل أمريكي، ولد في 16 مايو 1986 في الولايات المتحدة.

## أعمال

### مسلسلات
- السماوات المتساقطة
- هانا مونتانا

## وصلات خارجية
- درو روي على موقع IMDb (الإنجليزية)
- درو روي على موقع ألو سيني (الفرنسية)
- درو روي على موقع أول موفي (الإنجليزية)
- درو روي على موقع قاعدة بيانات الأفلام السويدية (السويدية)
- درو روي على موقع قاعدة بيانات الفيلم (الإنجليزية)
- درو روي على موقع كينوبويسك (الروسية)